# Classe River (dragueur de mines)
Pour les autres classes de navires du même nom, voir Classe River.
La classe River était une classe de dragueur de mines construite pour la Royal Navy dans les années 1980, appelée Fleet Minesweepers (MSF).

## Construction
Les navires ont été construits avec une coque en acier traditionnelle selon un modèle basé sur un navire de service offshore. La classe a été conçue pour être utilisée en tant que dragueur de mines en eaux profondes afin de lutter contre la menace que représentent pour les mines sous-marines et les mines amarrées flottantes en eaux profondes. Ils étaient équipés d’un seul canon Bofors 40 mm sur la monture manuelle Mark III de la Seconde Guerre mondiale, ainsi que de deux mitrailleuses FN MAG à munition 7,62 × 51 mm Otan.
Le concept a été perfectionné dans les chalutiers armés de Venturer-class minesweeper (en) et un total de douze navires, nommés d’après les rivières britanniques, ont été construits par Richards Ironwrks à Lowestoft et Great Yarmouth. La classe a été conçue pour fonctionner dans les eaux profondes et les environnements océaniques, si nécessaire pendant de longues périodes sans assistance. L’effectif était composé de 5 officiers, 7 sous-officiers et 16 grades subalternes, mais des locaux supplémentaires permettaient de réunir un équipage de 36 personnes aux fins de la formation.

## Service
Une fois entrés en service, ils ont rejoint le 10e escadron de lutte contre les mines, basé à Rosyth, et onze d'entre eux ont été affectés à diverses divisions de la Royal Naval Reserve (RNR) à travers le Royaume-Uni. Le douzième, Blackwater, est entré en service dans la Royal Navy. Après des restrictions dans le système de défense, Helmsdale et Ribble ont été mis en réserve en 1991, pour vente, à Portsmouth. D'autres réductions ont eu lieu lors de la révision de l'avenir du RNR en 1993, de sorte que toute la classe a été retirée du service RNR.
Blackwater, Spey, Arun et Itchen ont ensuite été affectés à l'escadron d'Irlande du Nord où ils ont remplacé les navires de la classe Ton patrouillant les voies navigables de la province et participant à des opérations antiterroristes à l'appui de la British Army et de la Police royale de l'Ulster (RUC). Orwell a remplacé le HMS Wilton, le dernier navire de la classe Ton en service, devenu un navire-école en 1994. En fin de compte, la classe entière a été vendue à des marines d'outre-mer.

## Navires
| Numéro | Nom       | Commandé          | Déclassé       | Réaffectation                                                                                     | Photo |
| M2003  | Waveney   | 12 juillet 1984   | 3 octobre 1994 | Vendu au Bangladesh BNS Shapla                                                                    |       |
| M2004  | Carron    | 30 septembre 1984 | 3 octobre 1994 | Vendu au Bangladesh BNS Shaikat                                                                   |       |
| M2005  | Dovey     | 30 mars 1985      | 3 octobre 1994 | Vendu au Bangladesh BNS Surovi                                                                    |       |
| M2006  | Helford   | 7 juin 1985       | 3 octobre 1994 | Vendu au Bangladesh BNS Shahibal                                                                  |       |
| M2007  | Humber    | 7 juin 1985       | 1995           | Vendu au Brésil NHo Amorim do Valle (H-35) navire hydro-océanographique de Classe Amorim do Valle |       |
| M2008  | Blakwater | 5 juillet 1985    | 3 octobre 1994 | Vendu au Brésil NPa Benevente (P-61) patrouilleur de Classe Bracuí                                |       |
| M2009  | Itchen    | 12 octobre 1985   | 1998           | Vendu au Brésil NPa Bracuí (P-60) patrouilleur de Classe Bracuí                                   |       |
| M2010  | Helmsdale | 1er mars 1986     | 1995           | Vendu au Brésil NHo Garnier Sampaio (H-37) navire hydro-océanographique de Classe Amorim do Valle |       |
| M2011  | Orwell    | 7 février 1986    | 2001           | Vendu au Guyana GDFS Essequibo                                                                    |       |
| M2012  | Ribble    | 19 février 1986   | 1995           | Vendu au Brésil NHo Taurus (H-36) navire hydro-océanographique de Classe Amorim do Valle          |       |
| M2013  | Spey      | 4 avril 1986      | 1998           | Vendu au Brésil NPa Bocaina (P-62) patrouilleur de Classe Bracuí                                  |       |
| M2014  | Spey      | 29 avril 1986     | 1998           | Vendu au Brésil NPa Babitonga (P-63) patrouilleur de Classe Bracuí                                |       |